# Jiucai
Jiucai (kinesiska: 九彩, 九彩乡) är en socken i Kina. Den ligger i den autonoma regionen Ningxia, i den nordvästra delen av landet, omkring 240 kilometer söder om regionhuvudstaden Yinchuan. Antalet invånare är 9654. Befolkningen består av 4 722 kvinnor och 4 932 män. Barn under 15 år utgör 31 %, vuxna 15-64 år 63 %, och äldre över 65 år 5,0 %.
Genomsnittlig årsnederbörd är 586 millimeter. Den regnigaste månaden är juli, med i genomsnitt 113 mm nederbörd, och den torraste är december, med 1 mm nederbörd.